# Lilla Olingsjön
Lilla Olingsjön är en sjö i Härjedalens kommun i Härjedalen och ingår i Ljusnans huvudavrinningsområde. Sjön har en area på 0,224 kvadratkilometer och ligger 470 meter över havet.

## Delavrinningsområde
Lilla Olingsjön ingår i det delavrinningsområde (685364-141928) som SMHI kallar för Utloppet av Stora Olingsjön. Medelhöjden är 490 meter över havet och ytan är 10,85 kvadratkilometer. Räknas de 2 avrinningsområdena uppströms in blir den ackumulerade arean 74,7 kvadratkilometer. Olingan som avvattnar avrinningsområdet har biflödesordning 3, vilket innebär att vattnet flödar genom totalt 3 vattendrag innan det når havet efter 283 kilometer. Avrinningsområdet består mestadels av skog (47 procent) och sankmarker (30 procent). Avrinningsområdet har 1,59 kvadratkilometer vattenytor vilket ger det en sjöprocent på 14,7 procent.